# عمر فرحة
عمر فرحة أستاذ مشارك للكيمياء الأمريكية بجامعة نورث وسترن وزميل منتخب في الجمعية الأمريكية لتقدم العلوم.

## التعليم
حصل فرحة على شهادة الدبلوم من كلية فوليرتون عام 1999، حصل على بكالوريوس علوم في الكيمياء في جامعة كاليفورنيا، لوس أنجلوس عام 2002 ودرجة الدكتوراة في 2006.